# Эйхенбаум, Борис Михайлович
Бори́с Миха́йлович Эйхенба́ум (4 (16) октября 1886, Красный, Смоленская губерния, Российская империя — 24 ноября 1959, Ленинград, СССР) — российский и советский ученый-литературовед и текстолог, доктор филологических наук, профессор Ленинградского университета, один из ключевых деятелей «формальной школы»; прежде всего известен своими работами о Льве Толстом и Лермонтове.

## Биография
Борис Михайлович Эйхенбаум родился в уездном городке Смоленской губернии. Его отец, крещёный еврей, выпускник Медико-хирургической академии (1880), с января 1880 года служил земским врачом в Белозёрском, Тихвинском и Боровичском уездах Новгородской губернии, с января 1885 года — в Краснинском уезде Смоленской губернии; мать, окончив в Петербурге Женские врачебные курсы при Николаевском военном госпитале, занималась частной практикой по женским и детским болезням. В 1890 году отца перевели в Землянск Воронежской губернии, а семья переехала в Воронеж, где прошли детство и юность Бориса. С детства, как и его старший брат Всеволод, свободно владел французским и немецким языками.
Окончив в 1905 году с золотой медалью Воронежскую гимназию, Эйхенбаум поступил в Петербургскую Военно-медицинскую академию, а в 1906 году — пока академия была закрыта из-за студенческих беспорядков, — учился на биологическом отделении Вольной высшей школы П. Ф. Лесгафта (где познакомился со своей будущей женой). Одновременно занимался музыкой (скрипка, рояль, вокал). В 1907 году Борис покинул академию и поступил в Музыкальную школу Е. П. Рапгофа и на историко-филологический факультет Императорского Санкт-Петербургского университета. В 1909 году он оставил профессиональные занятия музыкой, сделав выбор в пользу филологии. В этом же году, после двух лет учёбы на славяно-русском отделении, Эйхенбаум перешёл на романо-германское, однако в 1911 году вернулся на славяно-русское. В 1912 году окончил Университет.
17 апреля 1911 года будущий учёный женился на Раисе Борисовне Броуде, дочери купца 2-й гильдии.
В 1911—1913 годах Эйхенбаум — секретарь М. К. Лемке. В 1913 году сдал государственные экзамены и начал преподавать русскую литературу в гимназии Гуревича.
В 1913—1914 годах печатался во многих периодических изданиях, вёл обозрение иностранной литературы в газете «Русская молва».
В 1917 году Борис Михайлович 
сдал магистерские экзамены. С осени 1917 года стал преподавать на Высших женских курсах Раева. В 1918 году зачислен приват-доцентом кафедры русского языка и словесности Петроградского университета. Работал во 2-м педагогическом институте, Институте живого слова, Институте истории искусств.
В апреле 1918 года учёный приглашён в литературно-издательский отдел Наркомпроса для подготовки сочинений русских классиков. С этого началась деятельность Эйхенбаума в области текстологии.
Ключевой момент биографии Эйхенбаума — сближение с участниками кружка ОПОЯЗ в 1917 году. В 1918 году Эйхенбаум присоединяется к ОПОЯЗу и участвует в его исследованиях до середины 1920-х годов. Его увлекает проблема «литературного быта», при обсуждении которой ему приходится полемизировать с Ю. Н. Тыняновым.
Ряд трудов по истории Томского университета называет Эйхенбаума среди сотрудников учреждения времён гражданской войны в РСФСР (в 1919—20 гг.). Современный исследователь, однако, сообщает, что «Эйхенбаум прошёл по конкурсу в Томский университет, но из-за Гражданской войны туда не поехал». Публикации Эйхенбаума за 1919—1920 годы также указывают на Петроград.
В августе 1936 года Президиум АН СССР присудил Эйхенбауму степень доктора филологических наук без защиты диссертации за выдающиеся работы в области русской литературы и текстологии.
Учёный смог пережить блокадную зиму; в марте 1942 года вместе с университетом был эвакуирован в Саратов, откуда вернулся в конце 1944 года.
В 1949 году Б. Эйхенбаум стал жертвой «борьбы с космополитизмом»: 5 апреля на заседании Учёного совета филологического факультета ЛГУ под руководством декана Г. П. Бердникова состоялась «проработка» четырёх профессоров (Эйхенбаума, Жирмунского, Азадовского и Гуковского), за которой последовало увольнение. Осенью того же года Эйхенбаум подвёргся резким нападкам в прессе, в том числе со стороны А. Фадеева и А. Дементьева. О статье последнего Эйхенбаум отозвался в дневнике:
Статья просто шулерская и невежественная до ужаса. А главное — подлая. <…> «Пересилить время» нельзя, а так получилось, что мы сейчас не нужны. Жаль, конечно, что нужны подлецы и дураки, но надо утешаться тем, что это не везде, а в нашей маленькой области, которая оказалась на задворках. В самом деле, что мы значим рядом с атомной бомбой?
Уволенный также из ИРЛИ, Борис Эйхенбаум потерял всякую возможность печататься. Лишь через несколько месяцев после смерти Сталина, в сентябре 1953 года, он смог вернуться к редакторской деятельности.
24 ноября 1959 года на вечере скетчей Анатолия Мариенгофа Эйхенбаум произнёс вступительное слово, после чего сел на своё место в первом ряду и скоропостижно скончался. Похоронен на Богословском кладбище.

## Семья
Родители: отец — Михаил (Моисей) Яковлевич Эйхенбаум (24 ноября 1853 — 3 февраля 1917), земский врач, крестился перед женитьбой в 1880 году; с 1900 года работал во врачебной и юридической службах Юго-Восточной железной дороги; мать — Надежда Дормидонтовна Эйхенбаум (урождённая Глотова, 3 июля 1858 — 3 февраля 1914), из русской морской семьи Глотовых, дочь подполковника Корпуса флотских штурманов (вышел в отставку генерал-майором), одна из первых женщин-врачей, ученица П. Ф. Лесгафта, в Воронеже занималась частной практикой.
Дед — Яков Моисеевич Эйхенбаум (12 октября 1796 — 27 декабря 1861), известный еврейский просветитель и литератор, инспектор казённых раввинских училищ и еврейских школ в Кишинёве, Одессе и Житомире.
Брат — Всеволод Волин, анархист.
Двоюродный брат (по матери) — М. К. Лемке, историк.
Жена (с 1911 года) — Раиса Борисовна Эйхенбаум (урождённая Броуде, 1890—1946), дочь купца второй гильдии. Дети:
Дочь Ольга Апраксина (1912—1999), была замужем за театральным художником Алексеем Апраксиным (1901—1941), умершим в осаждённом Ленинграде; сын Виктор (1914—1919), умер от дизентерии; сын Дмитрий (1922—1943), музыкант, погиб под Сталинградом.
Внучка — Елизавета Алексеевна Даль (урождённая Апраксина, 1937—2003), монтажёр кино, жена актёра Олега Даля.

## Адреса в Петербурге — Петрограде — Ленинграде
- С 09.03.1911 — Петроградская сторона, Церковная ул., д. 17, кв. 45.
- С 12.04.1912 — Думская ул., д. № 2, кв. 57.
- С 09.02.1917 — 8-я Рождественская, д. № 21, кв. 17.
- 26.10.1936—июль 1941 года — Дом творчества писателей (Детское Село, Пролетарская улица, 6).
- Затем — Дом Придворного конюшенного ведомства («писательская надстройка») — набережная канала Грибоедова, 9.

## Труды

### Книги
- Мелодика русского лирического стиха. — Пб.: Опояз, 1922. — 200 с. — (Сборники по теории поэтического языка). (фрагмент).
- Молодой Толстой. — Пб.; Баку: Издательство З. И. Гржебина, 1922. — 155 с.
- Анна Ахматова: Опыт анализа. — Пб.: [Тип. им. И. Фёдорова], 1923. — 133 с.
- Лермонтов: Опыт историко-литературной оценки. — Л.: Госиздат, 1924. — 168 с.
- Сквозь литературу: Сб. статей. — Л.: Academia, 1924. — 280 с.
- Литература: Теория. Критика. Полемика. — Л.: Прибой, 1927. — 302 с.
- Лев Толстой. Кн. 1: 50-е годы. — Л.: Прибой, 1928. — 416 с.
- Мой временник: Словесник, наука, критика, смесь / Обл. В. Герасимова. — Л.: Изд-во писателей в Ленинграде, 1929. — 136 с.
- Лев Толстой. Кн. 2: 60-е годы. — Л.; М.: ГИХЛ, 1931. — 424 с.
- Маршрут в бессмертие: Жизнь и подвиги чухломского дворянина и международного лексикографа Николая Петровича Макарова. — М.: Советская литература, 1933. — 240 с.
- М. Ю. Лермонтов. — М.; Л.: Детгиз, 1936. — 158 с. — (Жизнь замечательных людей).
- Лев Толстой: Семидесятые годы. — Л.: Сов. писатель, 1960. — 295 с.
  - Лев Толстой: Семидесятые годы / Предисл. Г. Бялого; подгот. текста Ю. Бережновой. — Л.: Худож. лит. Ленингр. отд-ние, 1974. — 358 с.
- Статьи о Лермонтове / [Предисл. Б. Бухштаба]. — М.; Л.: Изд-во Акад. наук СССР. [Ленингр. отд-ние], 1961. — 372 с.
- О поэзии. — Л.: Сов. писатель. Ленингр. отд-ние, 1969. — 551 с.
- О прозе: Сб. статей / [Сост. и подгот. текста И. Ямпольского; вступ. статья Г. Бялого]. — Л.: Худож. лит. Ленингр. отд-ние, 1969. — 503 с.
- О прозе; О поэзии : Сб. статей / [Вступ. ст. Г. Бялого]. — Л.: Худож. лит : Ленингр. отд-ние, 1986. — 455 с.
- О литературе: Работы разных лет / Сост. О. Б. Эйхенбаум, Е. А. Тоддеса; вступ. ст. М. О. Чудаковой, Е. А. Тоддеса; коммент. Е. А. Тоддеса, М. О. Чудаковой, А. П. Чудакова. — М.: Сов. писатель, 1987.
- Мой временник: Художественная проза и избранные статьи 20—30 гг. / [Сост. Ю. Бережновой]. — СПб.: ИНАПРЕСС, 2001. — 652 с.
- Лев Толстой: Исследования, статьи / [Сост., вступ. ст., общ. ред. И. Н. Сухих]. — СПб.: Фак. филологии и искусств СПбГУ, 2009. — 952 с. — (Филологическое наследие).

### Статьи
- Пушкин-поэт и бунт 1825 года: Опыт психологического исследования // Вестник знания, 1907, № 1. — С. 8—18; № 2. — С. 58—66. (Первая опубликованная работа Б. М. Эйхенбаума).
- Новое о Гончарове: Из писем И. А. Гончарова к М. М. Стасюлевичу // Запросы жизни. — 1912. — № 47. — С. 2695—2702.
- Как сделана «Шинель» Гоголя. — 1919. (Текст: Как сделана «Шинель» Гоголя).
- Лесков и современная проза. — 1925.
- О’Генри и теория новеллы // Звезда. — 1925. — № 6. — С. 291—308, 1925. (Текст: О. Генри и теория новеллы).
- Teopия «формального методу» // Червоний шлях. — 1926. — № 7—8(40—41). — С. 182—207. (укр.)
- Теория «формального метода» // Литература: Теория. Критика. Полемика. — Л.: Прибой, 1927. — С. 116—148. (Текст: Теория «формального метода»).
- Литературный быт, 1927.

### Дневник
- Страницы дневника. Материалы к биографии Б. М. Эйхенбаума / Предисл., публ. и прим. А. С. Крюкова // Филологические записки (Воронеж). 1997. — Вып. 8. — С. 230—251.
- Дневник / Публ. и прим. А. С. Крюкова // Филологические записки (Воронеж). 1998. — Вып. 11. — С. 207—220.

### Переписка
- Переписка Б. М. Эйхенбаума и В. М. Жирмунского / Публ. Н. А. Жирмунской и О. Б. Эйхенбаум; Вступ. ст. Е. А. Тоддеса; Прим. Н. А. Жирмунской и Е. А. Тоддеса // Тыняновский сборник. Третьи Тыняновские чтения. — Рига, 1988. — С. 256—329.
- Письма Б. М. Эйхенбаума к А. С. Долинину / Подгот. текста, вступ. заметка, прим. А. А. Долининой // Звезда. — 1996. — № 5. — С. 176—189.
- «Цель человеческой жизни — творчество» (Письма Б. М. Эйхенбаума к родным) / Публ. Г. Д. Эндзиной // Встречи с прошлым. Вып. 5. — М., 1984. — С. 117—138.
- Письма к брату Всеволоду / Предисл., публ. и прим. А. Н. Акиньшина и О. Г. Ласунского // Филологические записки (Воронеж). 1997. — Вып. 8. — С. 191—230.
- К биографии Б. М. Эйхенбаума: письма к М. К. Лемке / Публ., предисловие и комментарий М. Г. Сальман // Методология и практика русского формализма: Бриковский сборник. Выпуск II: Материалы международной научной конференции «II Бриковские чтения: Методология и практика русского формализма» (Московский государственный университет печати, Москва, 20-23 марта 2013 года) / отв. ред. Г. В. Векшин. М.: Азбуковник, 2014. С. 617—623.
- Письма к Ю. А. Никольскому / Публ., статья и комментарий М. Г. Сальман // Slavica Revalensia. VII. Таллинн: Издательство Таллиннского университета, 2020. С. 87—203.

## Награды
- Орден «Знак Почёта» (21 февраля 1944);
- орден Трудового Красного Знамени (28 февраля 1944);
- орден Трудового Красного Знамени (10 июня 1945).

## Архив
Фонд Бориса Михайловича Эйхенбаума хранится в Российском государственном архиве литературы и искусства под номером 1527. Это один из крупных фондов и содержит 1248 единиц хранения за 1840–1961 годы. 
В фонде хранится более четырехсот рукописей исследователя — статьи и исследования, записные книжки Эйхенбаума за 1920–1959 годы. Письма Эйхенбаума и к нему — от почти пятисот корреспондентов; статьи и рецензии о работах Эйхенбаума, множество биографических материалов и материалов профессиональной деятельности, немногочисленные фотографии. 